# Božićni puding
Božićni puding je vrsta pudinga koji se tradicionalno služi kao deo božićne večere u Velikoj Britaniji i Irskoj, kao i u drugim zemljama u kojoj su naseljeni britanski i irski imigranti. Vodi poreklo iz srednjovekovne engleske, a poznat je i kao puding od šljiva ili samo skraćeno pud, mada se ovi nazivi često koriste i za druge vrste poslastice od kuvanog pudinga i suvog voća. Uprkos prepoznatljivom nazivu „puding od šljiva“, božićni puding ne sadrši prave šljive. Naziv potiče iz previktorijanske upotrebe reši „šljiva“ koja se koristila za suvo grošđe. Božićni puding je u velikoj meri mitologiziran. Zastupljeno je pogrešno verovanje da se sprema od trinaest sastojaka koji sibolizuju Isusa i dvanaest apostola.  Drug pogrešno verovanje je da ga je izmislio Džordž I.
Najraniji recepti božićnog pudinga otkrivaju da se on u početku spremao od veče količine loja, suvog voća, prezla, brašna, jaja i začina pomešanih sa tečnošću (najčešće mlekom) i obogaćen vinom. Kasniji recepti otkrivaju više zapisa o načinu pripreme i sastavu božićnog pudinga. 

## Nakon Božića
Zahvaljujući svom sastavu i načinu pripreme, božićni pudin je lako čuvati duži vremenski period. Česte su porodice koji ostatke puding od Božića, čuvaju za druge proslave, uključujući i Uskrs. Autorka Konstansa Spri zabeležila je da se, u ranim godinama XX veka, puding neretko čuvao i posluživao za sledeći Božić. 

## Božićni puding u popularnoj kulturi
Junakinja romana „Hobomok, a Tale of Early Times“ američke autorke Lidije Marije Čajld govori kako se mora naučiti da se jede homini i mleko i kako treba zaboraviti značaj pudinga od šljiva u Engleskoj.

## Spoljašnje veze
- The Spruce Eats: Traditional Christmas Pudding Recipe